# Lombe's Mill

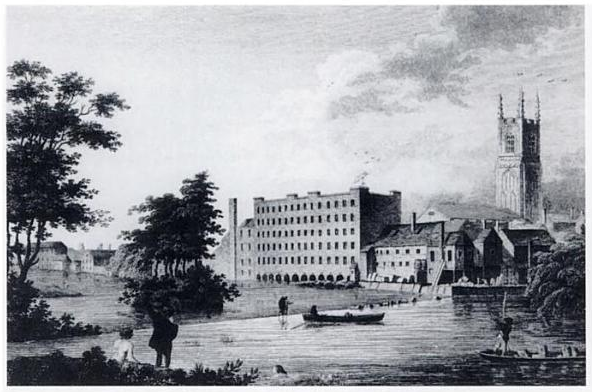
Veduta del XVIII secolo

Lombe's Mill in Inghilterra è stato il primo efficiente mulino per la torsione della seta in Inghilterra. È stato costruito in un'isola sul fiume Derwent presso Derby dopo che John Lombe aveva visitato il Piemonte nel 1717 ed era tornato in Inghilterra con i dettagli delle locali macchine per la lavorazione della seta, il filatoio ed il torcitoio, e alcuni artigiani italiani. L'architetto fu George Sorocold.

## La lavorazione

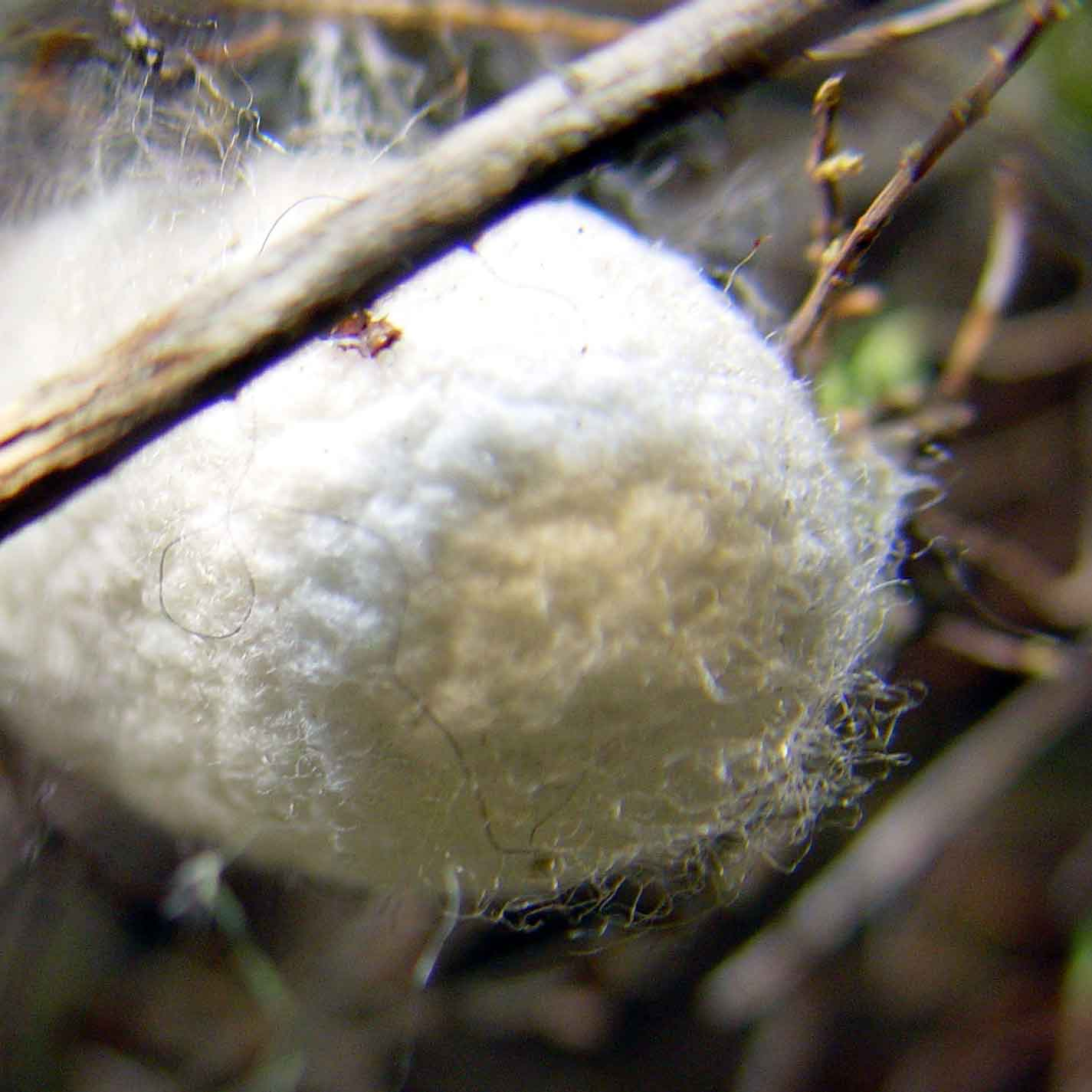
Bozzolo di baco da seta

La seta è una fibra prodotta naturalmente e ottenuta da molte specie di falena della seta. Nel 1700 la seta migliore era prodotta da una falena (Bombyx mori), che la usa per avvolgere il bozzolo con cui proteggere le sue larve, e che si cibava della foglia di gelso, coltivato in Italia. Le fibre della seta del baco da seta Bombyx mori hanno una sezione triangolare con angoli arrotondati, di 5-10 micron di larghezza. I bozzoli venivano raccolti e posti in vasche di acqua calda che scioglievano la gomma che li teneva assieme permettendo alla singola bava di essere avvolta in un gomitolo. Le matasse venivano poi raggruppate in balle e portate al mulino per la lavorazione. Tre tipi di filato potevano essere prodotti: No-twist, che era adatta per la trama, tram che aveva ricevuto una leggera torsione che la rendeva più facile da maneggiare, e l'organzina che maggiormente lavorata era adatta all'uso come ordito.
Nel 1700, gli italiani erano i filatori tecnologicamente più avanzati in Europa e aveva sviluppato due macchine in grado di avvolgere la seta e di raccoglierla su bobine, creando quindi quelle che presero il nome di “filatoio” e “torcitoio”. Esiste un disegno del 1487 di una macchina mossa dalla potenza delle braccia che muove 32 aspi: la prima testimonianza di un filatoio alimentato esternamente è del XIII secolo, e la prima illustrazione del 1500. La seta aveva bisogno nel processo di alta temperatura ed alto grado di umidità, cosa abbastanza normale in certe zone d'Italia; a Derby il mulino era riscaldato, e il calore distribuito uniformemente.

## Storia
Derby era in una posizione chiave dal punto di vista industriale, dal momento che il fiume aveva un flusso rapido e qui passava la strada che portava a Londra da Carlisle.
Questo mulino è probabilmente il primo mulino per la torsione della seta in Inghilterra e probabilmente la prima fabbrica meccanizzata nel mondo. Il primo mulino, costruito da Thomas Cotchett a Derby nel 1704, era stato un fallimento, così John Lombe compì una visita nel 1716 in Piemonte, dove esistevano già mulini funzionanti in questa attività: fu uno dei primi esempi di spionaggio industriale. Ritornò a Derby con informazioni ed un gruppo di italiani. Lui e il fratellastro Thomas Lombe, nato nel 1685, incaricarono George Sorocold di costruire un mulino secondo il progetto “italiano” dove installare i nuovi macchinari. Fu scelto un sito a sud del mulino di Cotchett. A Thomas Lombe fu concesso un brevetto della durata di quattordici anni per proteggere i progetti delle sue macchine. Il re di Sardegna rispose duramente a tutto questo, interrompendo le esportazioni di seta grezza e si ipotizza possa essere stato coinvolto nella misteriosa morte di Lombe sei anni dopo, nel 1722. Suo fratello maggiore, Thomas, rilevò l'attività. Quando i brevetti scaddero nel 1732 furono costruiti altri mulini a Stockport e Macclesfield. Il mulino fu venduto nel 1739 a Thomas Wilson, e venne steso un inventario che esiste ancora oggi.

## Il mulino

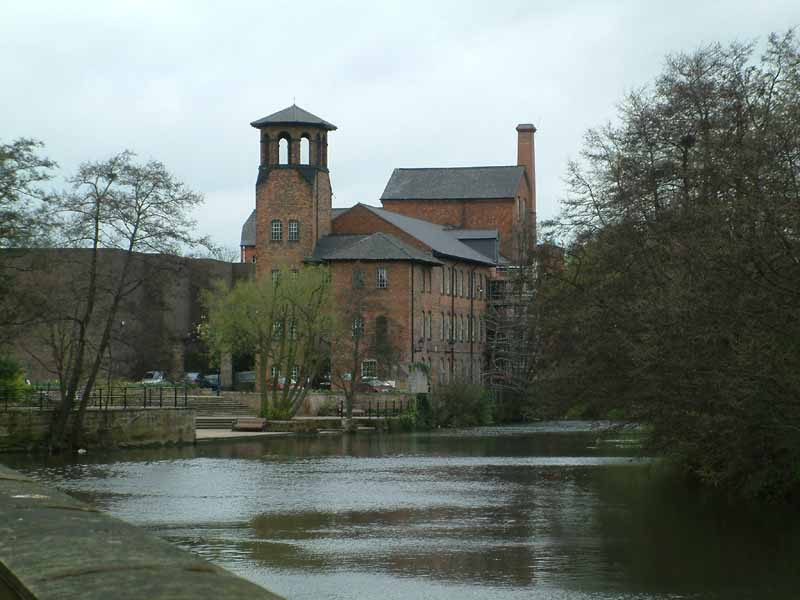
Il Derby Industrial Museum.

Poco del mulino originale rimane. È noto da fonti scritte che si trattava di un edificio di cinque piani a pianta rettangolare. Era costruito con mattoni, in opera fiamminga, di 33.5 metri di lunghezza e 12 metri di larghezza e sorgeva su una serie di archi in pietra che permetteva alle acque del fiume Derwent di scorrere. Il mulino era alto 17 metri, sormontato da un tetto poco spiovente. Le macchine per torcere erano nei primi due piani, quelle per filare dal terzo in su e tutte erano alimentate dalla ruota idraulica sottostante, che aveva sette metri di diametro e due di larghezza. Il suo asse entrava nel mulino attraverso un foro al primo piano e proseguiva lungo un pozzo verticale di circa mezzo metro quadrato. Questo muoveva un asse orizzontale esteso per la lunghezza del mulino ed il “torcitoio” ed il “filatoio” ricevevano potenza da questo albero. L'asta verticale proseguiva oltre il secondo piano tramite un perno in ferro su un ulteriore albero verticale che raggiunge la cima del terzo piano per guidare le macchine di avvolgimento. Il mulino doveva essere riscaldato per potere lavorare la seta, come è spiegato nel brevetto del 1718: si riporta che nel 1732 Lombe utilizzava un motore a fuoco (motore a vapore) per pompare aria calda intorno al mulino. La colonna delle scale era alta 19,5 metri, ma il suo disegno non è noto e non ci sono informazioni su come le balle fossero issate da un piano all'altro.

## Il mulino oggi
Il mulino è poi passato attraverso diverse proprietari ed è stato ricostruito diverse volte, ma la struttura, seppur modificata, esiste ancora ed è stato in anni recenti ristrutturato per ospitare il Derby Industrial Museum. Una scultura a bassorilievo di John Lombe è presso l'Exeter Bridge.